# Dendromus vernayi
Dendromus vernayi là một loài động vật có vú trong họ Nesomyidae, bộ Gặm nhấm. Loài này được Hill & Carter mô tả năm 1937.